# Bundesstraße 122
De Bundesstraße 122 (ook wel B122) is een bundesstraße in de Duitse deelstaten Brandenburg en Mecklenburg-Voor-Pommeren.
De B122 begint bij Wesenberg en loopt langs de stad Rheinsberg naar Neuruppin. De B122 is ongeveer 48 km lang.

## Routebeschrijving
Mecklenburg-Voor-Pommeren
De B122 begint bij Wesenberg op een kruising met de B198 even ten westen van Neustrelitz De weg loopt over de Mecklenburgische Seenplatte, een gebied met veel meren en bossen en doet weinig grotere kernen aan, er liggen maar een paar dorpjes, zoals Canow ten zuidwesten van Canow ligt de deelstaatgrans met Brandenburg.
Brandenburg
In Brandenburg loopt de weg door Rheinsberg om in Neuruppin op een kruising met de B167 te eindigen. 
B1 · B2 · B4 · B5 · B75 · B76 · B77 · B87 · B96 · B96a · B96b · B97 · B101 · B102 · B103 · B104 · B105 · B106 · B107 · B108 · B109 · B110 · B111 · B112 · B112n · B113 · B115 · B122 · B156 · B158 · B166 · B167 · B168 · B169 · B179 · B182 · B183 · B187 · B188 · B189 · B190n · B191 · B192 · B193 · B194 · B195 · B196 · B197 · B198 · B199 · B200 · B201 · B202 · B203 · B204 · B205 · B206 · B207 · B208 · B209 · B246 · B320 · B321 · B404 · B430 · B431 · B432 · B434 · B435 · B495 · B501 · B502 · B503